# Ácido carbamoilaspártico
Ácido carbamoilaspártico (Ácido N - carbamoil-DL-aspático) é um intermediário na biossíntese da pirimidina. Este ácido é sintetizado a partir do fosfato de carbamoíla e do aspartato, pela enzima aspartato transcarbamilase, e é transformado no ácido 4,5-di-hidro-orótico, pela enzima di-hidro-orotase.